# 펠라기우스주의
펠라기우스주의(Pelagianism)에 따르면, 원죄는 인간의 본성을 오염시키지 않았으며 도덕적 의지는 여전히 하나님의 도움없이 선과 악을 선택할 수 있다고 한다. 펠라기우스는 출신이 아일랜드인이라고 세인트 제롬이 밝혔다. 펠라기우스는 인간의 의지는 하나님이 창조한 능력으로 죄없이도 선한 삶을 살기에 충분하다고 보았다. 물론 그는 하나님의 은총이 모든 선한 행위를 도와준다고 믿었다. 그는 인간은 자기의 노력에 의해서 구원을 얻을 수 있다고 보았다. 이런 견해는 원죄를 근거로 하나님의 도움 즉 하나님의 은혜가 없이는 인간은 스스로 구원을 받을 수 없다라고 주장한 어거스틴의 견해와 반대되었고 후에 이단으로 정죄되었다.

## 역사

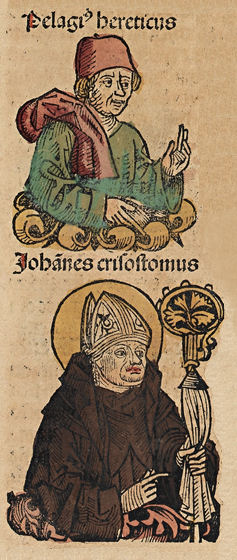
이단자 펠라기우스와 요한네스 크리소스토무스 (John Chrysostom) 1493년

펠라기우스는 은총에 대한 성경적 개념을 거부했다. 그의 반대자들에 따르면 펠라기우스는 인간의 자유의지를 통하여 신의 은혜없이 도덕적 완전성을 이룰수 있다고 보았다. 그러나 어거스틴은 인간은 죄로 태어나서 하나님의 은혜가 없이는 완전을 이룰수 없다고 반박하였다. 펠라기우스는 어거스틴이 요한복음 8장 11절(대답하되 주여 없나이다 예수께서 이르시되 나도 너를 정죄하지 아니하노니 가서 다시는 죄를 범하지 말라 하시니라)의 가르침을 떠났으며, 한때 그가 몸 담었던 마니교의 주장을 따라서 인간 육신은 죄인이라고 하며,  심지어 예수가 인간으로 된 것을 거부한다고 공격하였다.

## 펠라기우스
펠라기우스(Pelagius, 360년?~420년)는 브리타니아(영국) 태생의 기독교 수도사(修道士)이다. 4세기 말에 로마에 와서 법률을 배운 듯하며 이어 수도생활에 들어갔다. 금욕적 생활태도, 도덕적 엄격성 때문에 대단한 존경을 받았다. 인간의 자유의지와 노력을 강조하고, 구원에 있어서 은총의 의의를 부정하였다. 이 점에서 아우구스티누스로부터 강한 반박을 받았고, 로마에서는 추종자도 있었으나 아프리카나 팔레스티나 등지에서는 이단으로 몰렸다.

## 신앙
그는 원죄와 유아세례를 거부하였다.

### 자유의지에 관한 교부들의 견해
펠라기우스는 그의 생존시에 기독교인들이 자신의 죄를 짓고도 자신의 죄인이기 때문에 죄를 짓는다는 변명에 대해 불편해하였다. 그 이유로 인해, 모든 사람은 태어나면서부터 자신의 능력으로도 충분히 죄를 짓지 않는 삶을 살 수 있다고 주장하였다.
- 유스티노 순교자- 피조물은 악해질수도 선해질수도 있다고 보았다.[5]
- 테오필리우스(c.180) -하나님은 인간에 자유를 주었고 능력도 주었다[6]
- 이레네오 -인간은 이성을 가진 존재로 이런점에서 하나님과 비슷하며 의지속에 자유를 주셨으며, 알곡이 되기도 하고 쭉정이가 되기도 한다고 말한다.[6]
- 알렉산드리아의 클레멘스 (c.195) -자발적인 선택에 의해서 믿고 구원받는다고 한다.[7]
- 히에로니무스(Jerome) (d. 420) - 펠라기우스를 강하게 비판하며 죄는 인간 본성의 피할 수 없는 부분이라고 말한다.

## 후대 견해
로마 가톨릭교회는 공식적으로 펠라기우스주의를 부인하였다.
종교 개혁가들은 로마 가톨릭교회가 펠라기우스주의에 빠지기 쉽다고 비판하였고, 펠라기우스의 주장도 강하게 비판하였다.
동방 정교회는 펠라기우스주의에 대하여 침묵하고 있다.

## 같이 보기
- 마이스터 에크하르트
- 데시데리위스 에라스뮈스
- 찰스 G. 피니
- 반펠라기우스주의
- 펠라기우스
- 아우구스투스
- 타불라 라사
- 비결정론

## 추가 자료
- Letters of Pelagius: To A Presbyter, Augustine of Hippo, and Pope Innocent I
- Confession of Faith 보관됨 2020-12-01 - 웨이백 머신
- On Nature 보관됨 2021-02-26 - 웨이백 머신
- Defense Of The Freedom Of The Will 보관됨 2016-03-03 - 웨이백 머신
- Expositions on Paul's Epistle
- Excerpts Out Of Divine Scriptures: Book One (a.k.a. Chapters) 보관됨 2016-03-03 - 웨이백 머신
- Written Anathema 보관됨 2016-03-03 - 웨이백 머신